# دييغو كاردوسو
دييغو كاردوسو (بالبرتغالية: Diego Cardoso‏) (6 مارس 1994 في البرازيل - ) هو لاعب كرة قدم برازيلي في مركز الهجوم. شارك مع منتخب البرازيل تحت 17 سنة لكرة القدم. أما مع النوادي، فقد لعب مع أتلتيكو براغانتينو ونادي سانتوس ونادي فيلا نوفا.

## وصلات خارجية
- دييغو كاردوسو على موقع قاعدة بيانات كرة القدم.إي يو (الإنجليزية)
- دييغو كاردوسو على موقع Soccerway.com (الإنجليزية)